# Saint-Jouin-de-Marnes
Saint-Jouin-de-Marnes és un municipi francès situat al departament de Deux-Sèvres i a la regió de la Nova Aquitània. L'any 2007 tenia 609 habitants.

## Demografia

### Població
El 2007 la població de fet de Saint-Jouin-de-Marnes era de 609 persones. Hi havia 277 famílies de les quals 96 eren unipersonals (36 homes vivint sols i 60 dones vivint soles), 113 parelles sense fills, 64 parelles amb fills i 4 famílies monoparentals amb fills.
La població ha evolucionat segons el següent gràfic:
Habitants censats

### Habitatges
El 2007 hi havia 378 habitatges, 284 eren l'habitatge principal de la família, 75 eren segones residències i 18 estaven desocupats. 371 eren cases i 4 eren apartaments. Dels 284 habitatges principals, 244 estaven ocupats pels seus propietaris, 32 estaven llogats i ocupats pels llogaters i 8 estaven cedits a títol gratuït; 3 tenien una cambra, 17 en tenien dues, 48 en tenien tres, 96 en tenien quatre i 120 en tenien cinc o més. 185 habitatges disposaven pel capbaix d'una plaça de pàrquing. A 132 habitatges hi havia un automòbil i a 113 n'hi havia dos o més.

### Piràmide de població
La piràmide de població per edats i sexe el 2009 era:
| Homes | Edats   | Dones |
| ----- | ------- | ----- |
| 0     | 95 o +  | 0     |
| 4     | 90 a 94 | 0     |
| 16    | 85 a 89 | 16    |
| 0     | 80 a 84 | 12    |
| 12    | 75 a 79 | 24    |
| 20    | 70 a 74 | 20    |
| 20    | 65 a 69 | 28    |
| 28    | 60 a 64 | 28    |
| 24    | 55 a 59 | 8     |
| 20    | 50 a 54 | 16    |
| 32    | 45 a 49 | 28    |
| 12    | 40 a 44 | 12    |
| 20    | 35 a 39 | 12    |
| 16    | 30 a 34 | 12    |
| 12    | 25 a 29 | 0     |
| 12    | 20 a 24 | 12    |
| 12    | 15 a 19 | 16    |
| 4     | 10 a 14 | 8     |
| 8     | 5 a 9   | 12    |
| 8     | 0 a 4   | 0     |

## Economia
El 2007 la població en edat de treballar era de 342 persones, 255 eren actives i 87 eren inactives. De les 255 persones actives 237 estaven ocupades (139 homes i 98 dones) i 18 estaven aturades (4 homes i 14 dones). De les 87 persones inactives 39 estaven jubilades, 18 estaven estudiant i 30 estaven classificades com a «altres inactius».

### Ingressos
El 2009 a Saint-Jouin-de-Marnes hi havia 278 unitats fiscals que integraven 613 persones, la mediana anual d'ingressos fiscals per persona era de 15.413 €.

### Activitats econòmiques
Dels 13 establiments que hi havia el 2007, 1 era d'una empresa de fabricació d'altres productes industrials, 5 d'empreses de construcció, 5 d'empreses de comerç i reparació d'automòbils, 1 d'una empresa de serveis i 1 d'una empresa classificada com a «altres activitats de serveis».
Dels 8 establiments de servei als particulars que hi havia el 2009, 3 eren tallers de reparació d'automòbils i de material agrícola, 1 paleta, 1 guixaire pintor, 1 fusteria i 2 lampisteries.
Dels 2 establiments comercials que hi havia el 2009, 1 era una botiga de menys de 120 m² i 1 una carnisseria.
L'any 2000 a Saint-Jouin-de-Marnes hi havia 38 explotacions agrícoles que ocupaven un total de 1.540 hectàrees.

## Poblacions més properes
El següent diagrama mostra les poblacions més properes.